# منطقة البحرين اللوجيستية
منطقة البحرين اللوجستية هي المنطقة الوحيدة المضيفة للقيمة والمعفاة من الضريبة الجمركية في مملكة البحرين. وتتميز المنطقة بموقعها الاستراتيجي القريب من ميناء البحرين الجديد واتصالها بشبكة النقل، مما يؤهلها لأن تلعب دوراً هاماً في قطاع النقل البحري والموانئ بمملكة البحرين. وتحتل المنطقة مساحة رئيسية داخل الميناء، وهي مصممة لتكون جزءاً مكملاً للميناء الجديد ولتوفير جميع المرافق اللازمة لأعمال اللوجستيات الحديثة والخدمات المضيفة للقيمة لشركات يتم اختيارها بعناية، يشترط فيها أن تتمتع بمركز قوي للاستفادة من المزايا الخاصة لمركز البحرين المتميز في الخليج العربي.
صُنّفت منطقة البحرين اللوجستية ضمن أفضل المناطق الحرّة المتخصصة في الشرق الأوسط كما ورد في تقرير نشرته مجلة «fDi» التابعة لـ «الفايننشل تايمز». وقد جاءت منطقة البحرين اللوجستية في المرتبة العاشرة ضمن فئة أفضل منطقة لوجستية - الفاعليّة الاقتصادية - من بين مناطق التجارة الحرّة للمستقبل في الشرق الأوسط للفترة ما بين 2011 و2012.وتعتبر منطقة البحرين اللوجستية منطقة جمركية حرّة تتميّز بخدمات جمركية على مدار الساعة، حيث تتيح للمستأجرين قيمة مضافة بالنسبة لعمليات التصدير والاستيراد وإعادة التصدير. إلى ذلك، فإن منطقة البحرين اللوجستيّة تتميّز بموقع استراتيجي وأسعار تنافسيّة وخدمات ذات جودة عالمية عالية المستوى وذلك من خلال سرعة مناولة البضائع وقربها من ميناء خليفة بن سلمان المتطوّر، مما ساعد على استقطاب عدد من الشركات الرائدة من أجل تأسيس ومزاولة أعمالها في بيئة تجارية متكاملة في مملكة البحرين.